# アップ!
『アップ!』は、名古屋テレビ放送（メ〜テレ）で2005年4月4日から2023年9月29日まで、11代目に放送されていた東海3県向けローカルニュース・情報番組。平日（月曜日から金曜日）の15:40 - 19:00（JST）に生放送されていた。
2019年3月22日までのタイトル表記は『UP!』（アップ）。

## 概要
メ〜テレにおいて、朝の『ドデスカ!』と並ぶ平日の自社制作ワイド番組で、夕方のローカルニュース（メ〜テレNEWS）や生活情報などを番組内で放送していた。
『メ〜テレワイドスーパーJチャンネル』（16:55 - 18:20、東海地方のローカルニュースは17:34 - 17:54）と情報バラエティ枠の『ぱっぱ屋』（18:20 - 19:00）に代わるローカルニュース番組として当番組が開始した。メインキャスターには『TRYあんぐる』以来2年ぶりに夕方帯番組の担当となる星恭博が起用された。
当初は健康情報をメインに据えた情報番組として開始するが視聴率で苦戦した。その後健康情報を減らす代わりに「日帰りバスツアー」や「恋愛依存症」など情報・ワイドショー色の強いものが中心になるにつれ視聴率は安定していく。この他「○○の一日に密着」や『テレメンタリー』で扱われるドキュメンタリーのような報道色の強い特集も扱う。
テレビ朝日制作『スーパーJチャンネル』（以下『Jチャン』）の東海3県ローカル版に相当するが、『Jチャン』本体とは独立した番組となっていた（後述参照）。しかし他局が全国ニュース内包型の編成をとっていることから、16:51（2015年3月30日からはJチャンの放送時間変更に従い16:48、2015年4月 - 6月の金曜は15:48）から『UP!』の予告編を兼ねたミニ番組『START UP!』を冒頭に放送し、そのミニ番組を含めて新聞のテレビ欄では『UP!』の題で事実上コンプレックス編成として紹介していた。そのため当初は『Jチャン』17時台のローカル差し替えは行っていなかったが、2016年10月以降は金曜に限り、17:36 - 17:53を自社制作枠に差し替えてローカルニュースなどを扱った。
2009年3月30日からは終了時刻を4分短縮し、18:56から姉妹番組の『+UP!』がスタートした。タイトルが『UP!』に1文字を足しただけである他、スタジオや出演者に共通点が多いことから、新聞のラテ欄においては『UP!』は19:00まで放送されることになっている（内包状態の表記）。
2010年3月29日から『Jチャン』開始前の16:49から『START UP!』が開始した。『START UP!』は「今起こっているニュース」「今日のUP!」で放送する内容（ニュース企画、特集、ピックアップ）のラインアップを佐藤倫子・塩尻奈都子が週代わりで担当の上放送。またラテ欄では『START UP!』と『Jチャン』も内包し、16:49から『UP!』として表記されるようになった。
2012年3月12日より『Jチャン』の飛び降り時刻が2分繰り上がり、18:15開始に変更された。
2014年3月31日をもって当番組内包扱いで放送していた『ヤン坊マー坊天気予報』を終了。
2017年4月3日に番組構成を刷新。全ての曜日で17:36 - 17:53をJチャン特集のネットから自社制作枠に差し替えてローカルニュースなどを放送することになり、且つ16:48 - 16:50の『START UP!』を廃止し『UP!』のオープニングパートとなり、正式に16:48から（『Jチャン』を内包する）『UP!』として放送されることになった。
2018年7月6日以降、金曜日は1名コメンテーターが出演するようになり、同時に金曜日のみ17時台は全て自社制作枠になった。これに伴い、『Jチャン』17時台で放送されている『530天気』も、金曜日は（月曜日 - 木曜日の17時台にはない）『UP!』のローカル天気として放送されていた。
2018年10月1日より放送時間が約1時間拡大され、15:50開始となった。中京広域圏の夕方情報番組で16時台から放送開始となるのは中京テレビ『キャッチ!』に続き2例目で、これに伴い『Jチャン』17時台は再度全編ネットに変更された。また、金曜のみ出演だったコメンテーターを他曜日にも拡大。毎日日替わりで1名出演するようになった。
2019年3月25日より、放送時間を4分前拡大し15:46開始となり、同時にタイトル表記がカタカナの『アップ!』に変更された。これを機に番組の進行担当が星から鈴木しおりに交代した。
2020年3月30日から、放送時間をさらに6分前拡大し15:40開始となり、『Jチャン』が同日から16:40に開始時刻を繰り上げたため、前半の自社制作枠は15:40 - 16:40に繰り上げ・短縮となった。
2020年4月10日に新型コロナウイルス感染症の流行により愛知県が緊急事態宣言を独自で発令したことに伴い、4月13日の放送より新たに『ドデスカ!』でコメンテーターとして出演していた佐藤裕二をメインキャスターに起用し、出演曜日を固定せずにアナウンサー陣を月・火曜日出演と水～金曜日出演を1週毎交替の2チーム（星、倉橋友和、島津咲苗班と佐藤裕二、上坂嵩、石神愛子班）に分けた上、4月15日より山田修作は休演し、気象予報士を冨永幸1名とする体制が取られている。
2020年4月27日の放送で鈴木が妊娠中で今秋出産予定であることから、今後は当面週3日（月・水・金曜日）のみリモート出演することが発表された。6月1日よりアナウンサー陣の2班制を維持の上で鈴木のリモート出演が毎日に変更された。6月1日よりスタジオ出演アナウンサーのシフトは維持の上鈴木のリモート出演が毎日になった。6月15日以降は気象予報士の体制が4月9日以前の体制に戻った。
2020年7月30日の放送で、リモート出演を続けていた鈴木がエンディングでこの日の出演をもって産休に入る事を発表し、翌7月31日には番組開始以来メインキャスターだった星がこの日をもって番組のレギュラー卒業を発表した。同年8月3日、鈴木の産休、星のアナウンス部長就任の伴う番組レギュラー卒業に伴い、月・火曜日のメインキャスターを佐藤、サブキャスターを石神・上坂、水 - 金曜日にメインキャスターを倉橋、サブキャスターを島津にそれぞれ交代した。
2020年9月30日、アナウンス部長就任後も2班制の為出演していた星がこの日をもって番組出演していた星が番組を完全卒業した。
2020年10月5日、この日からアナウンサーの担当曜日の再変更が行われ、月 - 水曜日のメインキャスターを佐藤、サブキャスターを島津・上坂、木・金曜日をメインキャスター倉橋、サブキャスター石神に変更。また、木・金曜日の18時台（後半）のニュース担当として新たに新人アナウンサーの小松﨑花菜と西尾菜々美が加入。木曜日を西尾、金曜日を小松崎が担当する。
2021年3月26日、木・金曜日のメインキャスターだった倉橋が番組をした。同年3月29日、この日からアナウンサーの担当曜日の再変更が行われ、月 - 木曜日のメインキャスターを佐藤、金曜日のメインキャスターを島津、サブキャスターを月・火・金曜日を石神・上坂が、水・木曜日を島津・上坂が担当する。　
2021年10月4日、鈴木が産休から復帰し、月 - 木曜日のメインキャスターとなる。佐藤はコメンテーター（月 - 木曜日）に変更。
2022年3月25日、金曜メインキャスター、水・木曜日サブキャスターだった島津が、ドデスカ!サブキャスター就任に伴い卒業。同年3月28日、この日から改編に伴う変更が行われ、月 - 木曜日のメインキャスターを鈴木、金曜日メインキャスターを上坂、サブキャスターは月・火曜日は上坂・石神、水曜日は上坂・西尾、木・金曜日は島貫・石神が担当。佐藤のコメンテーター出演を水・金に変更。
2023年3月31日、上坂が金曜メインキャスターを卒業、番組開始よりナレーターを務めていた上田定行がこの日を最後に卒業。
2023年4月3日、改編に伴うキャスター陣の曜日変更が行われ、月 - 木曜日のメインキャスターに鈴木、金曜日メインキャスターに石神、サブキャスターは月・火・木曜日が上坂、石神、水曜日が上坂、西尾、金曜日が島貫、西尾となり金曜日の中継コーナーに石井祐里枝が加入、卒業したナレーターの上田の後任にデイルが担当。同時にタイトルロゴが4年ぶりに一新された。
2023年5月25日、鈴木が第2子妊娠を番組内で公表した。
2023年7月13日、第2子妊娠中の鈴木がこの日の放送をもって産休入り。
2023年7月17日、鈴木の産休入りに伴い佐藤が月 - 木曜日のメインキャスターに復帰。
2023年7月21日、石神が第1子を妊娠中である事をエンディングで公表した。
2023年8月4日、石神がこの日の放送をもって産休入りをエンディングで公表した。
2023年8月7日、石神の産休入りに伴う体制変更が行われ、月・金曜サブキャスターに望木聡子が加入し。火・木曜サブキャスターと金曜メインキャスターに西尾、水曜サブキャスターに石井という体制になった。

### 番組の終焉
2023年9月15日、同月29日を以て番組の放送を終了することを発表。後番組として、朝の番組とタイトルを合わせた『ドデスカ!+(プラス)』を開始する。

### 放送時間の変遷
| 放送期間  | 放送期間  | 放送時間               | 放送時間               | 放送時間               | 備考                                                  |
| 放送期間  | 放送期間  | 月曜 - 木曜            | 金曜                   | 金曜                   | 備考                                                  |
| 放送期間  | 放送期間  | 月曜 - 木曜            | 第1部                  | 第2部                  | 備考                                                  |
| --------- | --------- | ---------------------- | ---------------------- | ---------------------- | ----------------------------------------------------- |
| 2005.4.4  | 2009.3.27 | 18:17 - 19:00（43分）  | 18:17 - 19:00（43分）  | 18:17 - 19:00（43分）  |                                                       |
| 2009.3.30 | 2012.3.9  | 18:17 - 18:56（39分）  | 18:17 - 18:56（39分）  | 18:17 - 18:56（39分）  |                                                       |
| 2012.3.12 | 2016.9.30 | 18:15 - 18:56（41分）  | 18:15 - 18:56（41分）  | 18:15 - 18:56（41分）  |                                                       |
| 2016.10.3 | 2017.3.31 | 18:15 - 18:56 （41分） | 17:36 - 17:53 （17分） | 18:15 - 18:56 （41分） |                                                       |
| 2017.4.3  | 2018.3.30 | 16:48 - 18:56（128分） | 16:48 - 18:56（128分） | 16:48 - 18:56（128分） | 16:50 - 17:36・17:53 - 18:15は『Jチャンネル』を放送。 |
| 2018.4.2  | 2018.9.28 | 16:46 - 18:56（130分） | 16:46 - 18:56（130分） | 16:46 - 18:56（130分） | 16:50 - 17:36・17:53 - 18:15は『Jチャンネル』を放送。 |
| 2018.10.1 | 2019.3.22 | 15:50 - 18:56（186分） | 15:50 - 18:56（186分） | 15:50 - 18:56（186分） | 16:50 - 18:15は『Jチャンネル』を放送。                |
| 2019.3.25 | 2020.3.27 | 15:46 - 18:56（190分） | 15:46 - 18:56（190分） | 15:46 - 18:56（190分） | 16:50 - 18:15は『Jチャンネル』を放送。                |
| 2020.3.30 | 2021.3.26 | 15:40 - 18:56（196分） | 15:40 - 18:56（196分） | 15:40 - 18:56（196分） | 16:40 - 18:15は『Jチャンネル』を放送。                |
| 2021.3.29 | 2021.10.1 | 15:40 - 18:56（196分） | 15:40 - 18:45（185分） | 15:40 - 18:45（185分） | 16:40 - 18:15は『Jチャンネル』を放送。                |
| 2021.10.4 | 2023.9.29 | 15:40 - 19:00（200分） | 15:40 - 18:50（190分） | 15:40 - 18:50（190分） | 16:45 - 18:15は『Jチャンネル』を放送。                |

## 歴代キャッチフレーズ
- 2005年4月3日 - 2006年9月29日：「正しい健康おたくになろう。」
  - 健康を扱う企画が減ってきたため、2006年度はあまり使用しない傾向になった。
- 2006年10月2日 - 2007年9月28日：「ニュースを、抱きしめよう。」
  - キャッチフレーズの由来は「ザ・ビートルズ'64 BOX」のコピー「ビートルズを抱きしめよう」をヒントに番組プロデューサーが考えたもの。
- 2007年10月1日 - 2008年9月26日：「それはニュースだっ!!」
- 2008年9月29日 - 2017年3月31日：「情報のターミナル」
- 2017年4月3日 - 2019年3月22日：「なるほど アップ」
- 2019年3月25日 - 2021年10月1日：「身近なニュースの最前線。夕方。地元。アップ!」
- 2021年10月4日 - 2023年3月31日：「この街と、いっしょに。」
- 2023年4月3日 - 9月29日：「あしたもいい日。」

## 出演者
特記事項のない者は、当時・現職も含めてすべてメ〜テレアナウンサー。
| 月曜             | 火曜             | 水曜             | 木曜             | 金曜             |
| メインキャスター | メインキャスター | メインキャスター | メインキャスター | メインキャスター |
| ---------------- | ---------------- | ---------------- | ---------------- | ---------------- |
| 佐藤裕二         | 佐藤裕二         | 佐藤裕二         | 佐藤裕二         | 西尾菜々美       |
| サブキャスター   |                  |                  |                  |                  |
| 上坂嵩           | 上坂嵩           | 上坂嵩           | 上坂嵩           | 島貫凌           |
| 望木聡子         | 西尾菜々美       | 石井祐里枝       | 西尾菜々美       | 望木聡子         |
| 中継担当         |                  |                  |                  |                  |
| （不在）         | （不在）         | （不在）         | （不在）         | 石井祐里枝       |
| お天気キャスター |                  |                  |                  |                  |
| 16時台           |                  |                  |                  |                  |
| 冨永幸           |                  |                  |                  |                  |
| 18時台           |                  |                  |                  |                  |
| 山田修作         |                  |                  |                  |                  |

### フィールドキャスター
- その他のメ〜テレアナウンサーがリポーターを務める。

### コメンテーター
- 伊藤聡子（フリーキャスター、2018年10月1日 - ）
- 犬山紙子（エッセイスト、　2021年11月から2023年3月21日は隔週火曜、2023年4月4日から毎週火曜）
- 三輪記子（弁護士、2023年4月6日 - 隔週水曜）
- 村上佳菜子（プロフィギュアスケーター、タレント、ソチオリンピックフィギュアスケート女子シングル日本代表。2023年4月26日 - ）
- 南田あゆみ（三菱UFJリサーチ&コンサルティング社員、2018年10月1日 - ）
- 田中雅美（元競泳日本代表、シドニー五輪銅メダリスト、2019年4月4日 - ）
- 山田美保子（放送作家・コラムニスト、2020年6月 - ）
- ビビる大木（タレント、2023年4月7日 - 隔週金曜）
- 近藤千尋（モデル、タレント、2023年4月14日 - 隔週金曜）

### ナレーター
- デイル（D.J、特集を主に担当、、2023年度から）
- 神取恭子（フリーアナウンサー元同局アナウンサー、ニュースを担当　2021年10月4日 - ）

### 過去の出演者
|           |           | メインキャスター  | メインキャスター  | メインキャスター  | メインキャスター  | サブキャスター      | サブキャスター      | サブキャスター      | サブキャスター      | サブキャスター               | サブキャスター               | サブキャスター               | サブキャスター               | サブキャスター               |
| 男性      | 男性      | 男性              | 男性              | メインキャスター  | メインキャスター  | 女性                | 女性                | 女性                | 女性                | 女性                         |                              |                              |                              |                              |
| 月・火    | 水        | 木                | 金                | 月・火            | 水                | 木                  | 金                  | 月                  | 火                  | 水                           | 木                           | 金                           |                              |                              |
| --------- | --------- | ----------------- | ----------------- | ----------------- | ----------------- | ------------------- | ------------------- | ------------------- | ------------------- | ---------------------------- | ---------------------------- | ---------------------------- | ---------------------------- | ---------------------------- |
| 2005.4.4  | 2006.3.31 | 星恭博            | 星恭博            | 星恭博            | 星恭博            | （不在）            | （不在）            | （不在）            | （不在）            | 岡山裕子 高山香織            | 岡山裕子 高山香織            | 岡山裕子 高山香織            | 岡山裕子 高山香織            | 岡山裕子 高山香織            |
| 2006.4.3  | 2007.9.28 | 星恭博            | 星恭博            | 星恭博            | 星恭博            | （不在）            | （不在）            | （不在）            | （不在）            | 清水由美                     | 清水由美                     | 清水由美                     | 清水由美                     | 清水由美                     |
| 2007.10.1 | 2008.9.26 | 星恭博            | 星恭博            | 星恭博            | 星恭博            | （不在）            | （不在）            | （不在）            | （不在）            | 深津麻弓                     | 深津麻弓                     | 深津麻弓                     | 深津麻弓                     | 深津麻弓                     |
| 2008.9.29 | 2009.3.27 | 星恭博            | 星恭博            | 星恭博            | 星恭博            | （不在）            | （不在）            | （不在）            | （不在）            | 深津麻弓 合田倫子 塩尻奈都子 | 深津麻弓 合田倫子 塩尻奈都子 | 深津麻弓 合田倫子 塩尻奈都子 | 深津麻弓 合田倫子 塩尻奈都子 | 深津麻弓 合田倫子 塩尻奈都子 |
| 2009.3.30 | 2011.4.1  | 星恭博            | 星恭博            | 星恭博            | 星恭博            | （不在）            | （不在）            | （不在）            | （不在）            | 深津麻弓 塩尻奈都子 佐藤倫子 | 深津麻弓 塩尻奈都子 佐藤倫子 | 深津麻弓 塩尻奈都子 佐藤倫子 | 深津麻弓 塩尻奈都子 佐藤倫子 | 深津麻弓 塩尻奈都子 佐藤倫子 |
| 2011.4.4  | 2011.9.30 | 星恭博            | 星恭博            | 星恭博            | 星恭博            | （不在）            | （不在）            | （不在）            | （不在）            | 深津麻弓 佐藤倫子 佐藤千晶   | 深津麻弓 佐藤倫子 佐藤千晶   | 深津麻弓 佐藤倫子 佐藤千晶   | 深津麻弓 佐藤倫子 佐藤千晶   | 深津麻弓 佐藤倫子 佐藤千晶   |
| 2011.10.3 | 2014.3.28 | 星恭博            | 星恭博            | 星恭博            | 星恭博            | （不在）            | （不在）            | （不在）            | （不在）            | 深津麻弓 佐藤千晶            | 深津麻弓 佐藤千晶            | 深津麻弓 佐藤千晶            | 深津麻弓 佐藤千晶            | 深津麻弓 佐藤千晶            |
| 2014.3.31 | 2018.9.28 | 星恭博 鈴木しおり | 星恭博 鈴木しおり | 星恭博 鈴木しおり | 星恭博 鈴木しおり | （不在）            | （不在）            | （不在）            | （不在）            | 石神愛子                     | 石神愛子                     | 石神愛子                     | 石神愛子                     | 石神愛子                     |
| 2018.10.1 | 2019.3.22 | 星恭博 鈴木しおり | 星恭博 鈴木しおり | 星恭博 鈴木しおり | 星恭博 鈴木しおり | 堂野浩久 伊豆蔵将太 | 堂野浩久 伊豆蔵将太 | 堂野浩久 伊豆蔵将太 | 堂野浩久 伊豆蔵将太 | 石神愛子 井上裕衣            | 石神愛子 井上裕衣            | 石神愛子 井上裕衣            | 石神愛子 井上裕衣            | 石神愛子 井上裕衣            |
| 2019.3.25 | 2020.3.27 | 星恭博 鈴木しおり | 星恭博 鈴木しおり | 星恭博 鈴木しおり | 星恭博 鈴木しおり | 伊豆蔵将太          | 伊豆蔵将太          | 伊豆蔵将太          | 伊豆蔵将太          | 石神愛子                     | 石神愛子                     | 石神愛子                     | 石神愛子                     | 石神愛子                     |
| 2020.3.30 | 2020.4.10 | 星恭博 鈴木しおり | 星恭博 鈴木しおり | 星恭博 鈴木しおり | 星恭博 鈴木しおり | 上坂嵩              | 倉橋友和            | 倉橋友和            | 倉橋友和            | 石神愛子                     | 石神愛子                     | 島津咲苗                     | 島津咲苗                     | 島津咲苗                     |
| 2020.4.10 | 2020.7.31 | 星恭博 佐藤裕二   | 星恭博 佐藤裕二   | 星恭博 佐藤裕二   | 星恭博 佐藤裕二   | 上坂嵩 倉橋友和     | 上坂嵩 倉橋友和     | 上坂嵩 倉橋友和     | 上坂嵩 倉橋友和     | 石神愛子 島津咲苗            | 石神愛子 島津咲苗            | 石神愛子 島津咲苗            | 石神愛子 島津咲苗            | 石神愛子 島津咲苗            |
| 2020.8.3  | 2020.10.2 | 佐藤裕二          | 倉橋友和          | 倉橋友和          | 倉橋友和          | 上坂嵩              | 星恭博              | 星恭博              | 星恭博              | 石神愛子                     | 石神愛子                     | 島津咲苗                     | 島津咲苗                     | 島津咲苗                     |
| 2020.10.5 | 2021.3.26 | 佐藤裕二          | 佐藤裕二          | 倉橋友和          | 倉橋友和          | 上坂嵩              | 上坂嵩              | （不在）            | （不在）            | 島津咲苗                     | 島津咲苗                     | 島津咲苗                     | 石神愛子 西尾菜々美          | 石神愛子 小松﨑花菜          |
| 2021.3.29 | 2021.10.1 | 佐藤裕二          | 佐藤裕二          | 佐藤裕二          | 島津咲苗          | 上坂嵩              | 上坂嵩              | 上坂嵩              | 上坂嵩              | 石神愛子                     | 石神愛子                     | 島津咲苗                     | 島津咲苗                     | 石神愛子                     |
| 2021.10.4 | 2022.3.25 | 鈴木しおり        | 鈴木しおり        | 鈴木しおり        | 島津咲苗          | 上坂嵩              | 上坂嵩              | 上坂嵩              | 上坂嵩              | 石神愛子                     | 石神愛子                     | 島津咲苗                     | 島津咲苗                     | 石神愛子                     |
| 2022.3.28 | 2023.3.31 | 鈴木しおり        | 鈴木しおり        | 鈴木しおり        | 上坂嵩            | 上坂嵩              | 上坂嵩              | 島貫凌              | 島貫凌              | 石神愛子                     | 石神愛子                     | 西尾菜々美                   | 石神愛子                     | 石神愛子                     |
| 2023.4.3  | 2023.7.14 | 鈴木しおり        | 鈴木しおり        | 鈴木しおり        | 石神愛子          | 上坂嵩              | 上坂嵩              | 上坂嵩              | 島貫凌              | 石神愛子                     | 石神愛子                     | 西尾菜々美                   | 石神愛子                     | 西尾菜々美                   |
| 2023.7.17 | 2023.8.4  | 佐藤裕二          | 佐藤裕二          | 佐藤裕二          | 石神愛子          | 上坂嵩              | 上坂嵩              | 上坂嵩              | 島貫凌              | 石神愛子                     | 石神愛子                     | 西尾菜々美                   | 石神愛子                     | 西尾菜々美                   |
| 2023.8.7  | 2023.9.29 | 佐藤裕二          | 佐藤裕二          | 佐藤裕二          | 西尾菜々美        | 上坂嵩              | 上坂嵩              | 上坂嵩              | 島貫凌              | 望木聡子                     | 西尾菜々美                   | 石井祐里枝                   | 西尾菜々美                   | 望木聡子                     |

- 鷲野圭子（リポーター）
- 齋藤寿幸（2005年4月4日 - 8月19日、TRYあんぐる頃から続く「斎藤ノススメ」担当）
- 矢野せい子（タレント、木曜特集「食語辞典」担当）
- 竹田基起（2007年10月1日 - 2011年9月30日、フィールドキャスター）
- 徳重杏奈（2011年10月3日 - 2014年3月28日、「UP!視点」担当）
- 西池沙織（気象予報士、2018年10月1日 - 2019年3月22日)
- 山崎亮（コミュニティデザイナー・studio-L代表、2018年10月1日 - 2020年9月24日、コメンテーター）
- 室伏由佳（順天堂大学スポーツ健康科学部講師、2020年9月25日まで、コメンテーター）
- 武田美保（三重大学特任教授、2018年10月1日 - 2021年7月27日、2022年1月より出演再開2023年3月28日、火曜日コメンテーター）
- 野々村真（タレント、2019年7月5日 - 2023年3月24日、金曜日コメンテーター）
- 八塩圭子（コメンテーター・フリーアナウンサー・東洋学園大学現代経営学部准教授、2018年10月1日 - 2023年3月29日、水曜日コメンテーター ）
- 西嶋賴親（中京大学教員、2018年10月1日 - 2021年3月）
- 小松﨑花菜（2021年4月2日 - 2022年3月25日、金曜中継）[28]
- 有野晋哉（よゐこ、2019年8月23日 - 2022年3月25日、隔週金曜日 コメンテーター）
- 池戸陽平（俳優、ニュースを担当、ナレータ－、2021年度まで）
- 上田定行（俳優、特集を主に担当、ナレータ－、2022年度まで）

## 特集での企画
- 100人に聞きました!（月）
  - 身近な旬な話題やニュース、気になる出来事を大調査し、その中で100人にインタビューして街のホンネを探るコーナー。
- 達人さんジキ伝 得ゼミナール（火）
  - 「スーパーの達人」、「動物園の達人」など様々な分野の達人がスタジオ生出演し得する情報満載の講義をして頂くコーナー。
- 倉橋アナのなるほどパネル（水）
  - 気になるネタを倉橋が掘り下げるコーナー。
- 星恭博のアップ!で生自慢（木）
  - 東海地方の魅力たっぷりなスポットに星が出張中継し知られざる郷土の味・絶景スポットなどをご当地自慢するコーナー。
- エンタメZOOMアップ!（金）
  - 週末までに起きた気になる芸能情報を余すことなくリポーターが伝える。
- 星恭博の放浪めし
  - 星が東海3県内各所を歩き、当地の風景や郷土料理などを紹介する。2015年10月より不定期放送中。

これらの特集は不定期に同時間帯で朝日放送テレビが放送しているローカルワイド番組『キャスト』でも録画ネットされる場合があった（一部テロップは朝日放送テレビ側で『キャスト』仕様のものに差し替え）。

### 過去の企画
- 食魂團（しょくこんだん）
  - 竹田、堂野、山田らが自ら東海地方の食材を獲り、魂を込めて食べるというもの。食べることができると「戦いに勝った」ということになり、“一勝”となる。山田は2008年下半期頃から参加していない。担当した人がスタジオで星らとトークをする形をとっていたこともあった。
- UP!な会社訪問
  - 名古屋周辺のヒット商品などを生み出した会社を倉橋が訪問するというもの。ちなみに倉橋は、東海地方の様々な企業を紹介する、同局のミニ番組『サクセス』でナレーションをしている。
- ゆみ'sパレット 
  - 清水が今注目を浴びている事を、本人自ら取材し紹介する企画。清水降板直前に数回放送。
- 食語辞典（しょくごじてん）
  - 世の中のあまり知られていない食の世界を合田と矢野、さらに主婦層の人を加えて紹介する企画。2008年10月以降は放送されていない。

## 番組テーマ曲
| 期間      | 期間      | 歌手名・曲名                          | 備考 |
| --------- | --------- | ------------------------------------- | --- |
| 2005.4.4  | 2008.9.26 | シャナイア・トゥエイン 『UP!』        | |
| 2008.9.29 | 2011.3.25 | i-dep 『believe（who you are edit）』 | 『情報ライブ ミヤネ屋』（読売テレビ・東海3県では中京テレビがネット受け）で2008年8月4日から2015年3月27日まで使用されていたオープニングテーマ曲と同一 |
| 2011.3.28 | 2014.9.26 | 不明                                  | |
| 2014.9.29 | 2017.1.27 | 不明                                  | |
| 2017.1.30 | 2019.3.22 | 不明                                  | |
| 2019.3.25 | 2021.3.26 | DREAMS COME TRUE『よろこびのうた』    | |
| 2021.3.29 | 2023.3.31 | 不明                                  | |
| 2023.4.3  | 2023.9.29 | 不明                                  | |

## 特別番組
2012年以降、本番組と『ドデスカ!』の出演者による防災特別番組として『池上彰と考える!巨大自然災害から命を守れ』が放送されている。2014年から2017年までは本番組と『ドデスカ!』のタイアップ番組として放送。
- 2015年4月13日（12日深夜）1:10 - 1:40[注 4]『UP!スペシャル 東海3県の“選択”〜統一地方選2015〜』[29]

本番組の星・鈴木に加え、松谷満（中京大学准教授）が出演した。
- 2016年3月11日 16:48 - 17:53[注 5]『UP!東日本大震災から5年〜復興・支援・避難 それぞれの岐路〜』[30]

本番組の星・鈴木・倉橋・石神が出演。また、通常の放送時間（18:15 - 18:56〈当時〉）でも、一部震災関連の内容で放送した。
- 2017年1月9日 14:00 - 15:48『メ〜テレ開局55周年記念番組 魅力UP!へ こんなのドデスカ!ナゴヤの大逆襲』[31]

本番組の星・鈴木・倉橋に加え、『ドデスカ!』の佐藤裕二・徳重杏奈・竹田基起（いずれもメ〜テレアナウンサー）、井戸田潤（スピードワゴン）・遼河はるひが出演。また、吉田沙保里・岸博幸・ほんこんがゲスト出演した。
- 2017年4月24日（23日深夜）1:35 - 2:05[注 4]『UP!名古屋市長選スペシャル どうする!?“魅力ない街ナゴヤ"新市長に聞く』[32]

本番組の星・鈴木が出演。
- 2020年7月8日 14:42 - 15:40　『アップ!〈前拡大〉』

令和2年7月豪雨により、岐阜県に大雨特別警報が発表されたことをうけて、急遽放送枠を拡大して対応。なお、拡大部のみABEMAのAbemaNewsチャンネルでも同時配信された。
- 2020年7月11日 11:00 - 11:45 『アップ!大雨情報』

## 関連番組

### START UP!
『START UP!』（スタートアップ）は、2010年3月29日から2017年3月31日までメ〜テレで放送されていた報道番組である。

#### 概要（START UP!）
『UP!』の関連ミニ番組で、テレビ朝日『スーパーJチャンネル』の直前の時間帯に生放送されていた。番組は、その日に起きた事件の速報と『UP!』のラインナップを同番組のスタジオから伝えていた。
前述したとおり、『UP!』のリニューアルに伴い、本番組を放送していた枠を『UP!』のオープニングパートに変更するため、2017年3月31日を以て終了した。

#### 放送時間
いずれも日本標準時。『スーパーJチャンネル』が16:30から祝日スペシャルを放送する日には放送時間を16:28 - 16:30に変更。
| 期間      | 期間      | 放送曜日・時間       | 放送曜日・時間       | 備考                                                                                    |
| 期間      | 期間      | 月曜 - 木曜          | 金曜                 | 備考                                                                                    |
| --------- | --------- | -------------------- | -------------------- | --------------------------------------------------------------------------------------- |
| 2010.3.29 | 2013.9.27 | 16:49 - 16:54（5分） | 16:49 - 16:54（5分） |                                                                                         |
| 2013.9.30 | 2014.6.9  | 16:49 - 16:53（4分） | 16:49 - 16:53（4分） | 『スーパーJチャンネル』の16:54の飛び乗りポイントが廃止されたことに伴い、放送枠が1分縮小 |
| 2014.6.10 | 2014.7.14 | 16:51 - 16:53（2分） | 16:51 - 16:53（2分） | 期間限定として2分縮小                                                                   |
| 2014.7.15 | 2014.9.26 | 16:49 - 16:53（4分） | 16:49 - 16:53（4分） |                                                                                         |
| 2014.9.29 | 2015.3.27 | 16:51 - 16:53（2分） | 16:51 - 16:53（2分） | 正式に2分縮小                                                                           |
| 2015.3.30 | 2015.6.26 | 16:48 - 16:50（2分） | 15:48 - 15:50（2分） | 3分繰り上げ、この期間金曜は『スーパーJチャンネル』が15:50開始に伴い1時間繰り上げて放送  |
| 2015.6.29 | 2017.3.31 | 16:48 - 16:50（2分） | 16:48 - 16:50（2分） |                                                                                         |

#### 出演者（START UP!）
いずれもメ〜テレアナウンサー（後に離職した人物も含む）。
- 佐藤倫子、塩尻奈都子 - 2010年3月29日から2011年3月25日まで週替わりで担当。
- 佐藤千晶 - 2011年3月28日に担当。
- 星恭博 - 2011年3月29日から担当。

| メ〜テレ 月 - 木曜16:48 - 16:49                                                          | メ〜テレ 月 - 木曜16:48 - 16:49                  | メ〜テレ 月 - 木曜16:48 - 16:49                                                                          |
| 前番組                                                                                   | 番組名                                           | 次番組                                                                                                   |
| ---------------------------------------------------------------------------------------- | ------------------------------------------------ | --- |
| ドラマセレクション （ - 2015年3月27日）                                                  | START UP! （2015年3月30日 - 2017年3月30日）      | UP! （2017年4月3日 - ） ※16:48 - 18:56 【2分拡大して継続】                                               |
| メ〜テレ 月 - 木曜16:49 - 16:50                                                          |                                                  | |
| メ〜テレ劇場 （ - 2010年3月22日） ※15:00 - 16:54 【5分繰り上げて継続】                   | START UP! （2010年3月29日 - 2014年9月25日）      | ドラマセレクション （2014年9月29日 - 2015年3月27日） ※15:51 - 16:51【1分繰り下げて継続】                 |
| メ〜テレ 月 - 木曜16:50 - 16:53                                                          |                                                  | |
| メ〜テレ劇場 （ - 2010年3月22日） ※15:00 - 16:54 【5分繰り上げて継続】                   | START UP! （2010年3月29日 - 2015年3月26日）      | スーパーJチャンネル （2015年3月30日 - 2016年9月30日） ※テレビ朝日制作、16:50 - 18:15 【3分拡大して継続】 |
| メ〜テレ 月 - 木曜16:53 - 16:54                                                          |                                                  | |
| メ〜テレ劇場 （ - 2010年3月22日） ※15:00 - 16:54 【5分繰り上げて継続】                   | START UP! （2010年3月29日 - 2013年9月26日）      | スーパーJチャンネル （2013年9月30日 - 2016年9月30日） ※16:53 - 18:15 【1分拡大して継続】                 |
| メ〜テレ 金曜15:48 - 15:50                                                               |                                                  | |
| メ〜テレ劇場 （2014年10月3日 - 2015年3月27日） ※14:00 - 15:51 【3分縮小して継続】        | START UP! （2015年4月3日 - 6月26日） ※金曜放送分 | ドラマセレクション （2015年7月3日 - ）                                                                   |
| メ〜テレ 金曜16:48 - 16:49                                                               |                                                  | |
| メ〜テレ劇場 （ - 2010年3月26日） ※15:00 - 16:54 【5分繰り上げて継続】                   | START UP! （2015年7月3日 - 2017年3月31日）       | UP! （2017年4月7日 - ） ※16:48 - 18:56 【2分拡大して継続】                                               |
| メ〜テレ 金曜16:49 - 16:50                                                               |                                                  | |
| メ〜テレ劇場 （ - 2010年3月22日） ※15:00 - 16:54 【5分繰り上げて継続】                   | START UP! （2010年4月2日 - 2014年9月26日）       | メ〜テレ劇場 （2014年10月3日 - ） ※15:51 - 16:51 【1分繰り下げて継続】                                   |
| スーパーJチャンネル・金曜第1部 （2015年4月3日 - 6月26日） ※テレビ朝日制作、15:50 - 16:50 | START UP! （2015年7月3日 - 2017年3月31日）       | UP! （2017年4月7日 - ） ※16:48 - 18:56 【2分拡大して継続】                                               |
| メ〜テレ 金曜16:50 - 16:53                                                               |                                                  | |
| メ〜テレ劇場 （ - 2010年3月22日） ※15:00 - 16:54 【5分繰り上げて継続】                   | START UP! （2010年4月2日 - 2015年3月27日）       | スーパーJチャンネル・金曜第1部 （2015年4月3日 - 6月26日） ※テレビ朝日制作、15:50 - 16:50                 |
| メ〜テレ 金曜16:53 - 16:54                                                               |                                                  | |
| メ〜テレ劇場 （ - 2010年3月22日） ※15:00 - 16:54 【5分繰り上げて継続】                   | START UP! （2010年4月2日 - 2013年9月27日）       | スーパーJチャンネル （2013年9月30日 - 2016年9月30日） ※16:53 - 18:15 【1分拡大して継続】                 |

### +UP!
『+UP!』（プラスアップ）は、2009年3月30日からメ〜テレで放送されている番宣番組である。2015年4月以降の放送時間は毎週火曜 18:56 - 19:00 （日本標準時）。

#### 概要（+UP!）
『UP!』の終了直後に生放送されているミニ番組で、メ〜テレの女性アナウンサーが『UP!』のスタジオで番組情報やその他の情報を紹介する。
かつては月曜から木曜まで放送の帯番組だったが（最初の2週間のみ金曜にも放送）、次第にこの時間帯を使って別のミニ番組が放送されるようになり、2015年4月以降は週に1回の放送へ移行している。

#### 出演者（+UP!）
- 佐藤千晶
- 塩尻奈都子
- 鈴木しおり
- その他のメ〜テレの女性アナウンサー

| メ〜テレ 月曜18:56 - 19:00                                              | メ〜テレ 月曜18:56 - 19:00                          | メ〜テレ 月曜18:56 - 19:00                                     |
| 前番組                                                                  | 番組名                                              | 次番組                                                         |
| ----------------------------------------------------------------------- | --------------------------------------------------- | -------------------------------------------------------------- |
| UP! （2005年4月4日 - 2009年3月23日） ※18:17 - 19:00 【4分縮小して継続】 | +UP! （2009年3月30日 - 2009年8月31日） ※月曜放送分  | お金の話。〜for Happy life〜 （2009年9月7日 - 2009年11月30日） |
| お金の話。〜for Happy life〜 （2009年9月7日 - 2009年11月30日）          | +UP! （2009年12月7日 - 2011年6月27日） ※月曜放送分  | 特捜指令!アイチ★ポリス （2011年7月4日 - 2011年12月12日）       |
| 特捜指令!アイチ★ポリス （2011年7月4日 - 2011年12月12日）                | +UP! （2011年12月19日 - 2012年6月18日） ※月曜放送分 | だいずな話があります （2012年6月25日 - 2012年7月30日）         |
| アイチ★ポリスAAA （2012年8月6日 - 2013年2月4日）                        | +UP! （2013年2月11日 - 2013年3月25日） ※月曜放送分  | 哲人の告白 （2013年4月1日 - ） 【木曜18:56 - 19:00から移動】   |

| メ〜テレ 火曜18:56 - 19:00                                              | メ〜テレ 火曜18:56 - 19:00                          | メ〜テレ 火曜18:56 - 19:00                           |
| 前番組                                                                  | 番組名                                              | 次番組                                               |
| ----------------------------------------------------------------------- | --------------------------------------------------- | ---------------------------------------------------- |
| UP! （2005年4月5日 - 2009年3月24日） ※18:17 - 19:00 【4分縮小して継続】 | +UP! （2009年3月31日 - 2010年6月29日） ※火曜放送分  | 出動!バンジーP （2010年7月6日 - 2010年12月14日）     |
| 出動!バンジーP （2010年7月6日 - 2010年12月14日）                        | +UP! （2010年12月21日 - 2011年4月26日） ※火曜放送分 | 美しいからだ （2011年5月3日 - 2011年7月26日）        |
| 美しいからだ （2011年5月3日 - 2011年7月26日）                           | +UP! （2011年8月2日 - 2013年7月30日） ※火曜放送分   | アイチ☆ポリスSEASON3 （2013年8月6日 - 2014年2月4日） |
| アイチ☆ポリスSEASON3 （2013年8月6日 - 2014年2月4日）                    | +UP! （2014年2月11日 - ） ※火曜放送分               | -                                                    |

| メ〜テレ 水曜18:56 - 19:00                                              | メ〜テレ 水曜18:56 - 19:00                        | メ〜テレ 水曜18:56 - 19:00                                   |
| 前番組                                                                  | 番組名                                            | 次番組                                                       |
| ----------------------------------------------------------------------- | ------------------------------------------------- | ------------------------------------------------------------ |
| UP! （2005年4月6日 - 2009年3月25日） ※18:17 - 19:00 【4分縮小して継続】 | +UP! （2009年4月1日 - 2010年3月31日） ※水曜放送分 | おもてなし隊なごや（第1期） （2010年4月7日 - 2012年3月28日） |
| 新・おもてなし隊なごや （2012年4月4日 - 2013年3月27日）                 | +UP! （2013年4月3日 - 2014年3月26日） ※水曜放送分 | おもてなし隊なごや（第2期） （2014年4月2日 - ）              |

| メ〜テレ 木曜18:56 - 19:00                                              | メ〜テレ 木曜18:56 - 19:00                         | メ〜テレ 木曜18:56 - 19:00                         |
| 前番組                                                                  | 番組名                                             | 次番組                                             |
| ----------------------------------------------------------------------- | -------------------------------------------------- | -------------------------------------------------- |
| UP! （2005年4月7日 - 2009年3月26日） ※18:17 - 19:00 【4分縮小して継続】 | +UP! （2009年4月2日 - 2009年12月24日） ※木曜放送分 | 麩れあいクッキング （2010年1月7日 - 2010年4月1日） |
| 麩れあいクッキング （2010年1月7日 - 2010年4月1日）                      | +UP! （2010年4月8日 - 2011年2月24日） ※木曜放送分  | 地デジは6ch （2011年3月3日 - 2011年3月31日）       |
| SKE48大学ナビ （2011年4月7日 - 2011年9月29日）                          | +UP! （2011年10月6日 - 2012年3月29日） ※木曜放送分 | 哲人の告白 （2012年4月5日 - 2013年3月28日）        |
| 哲人の告白 （2012年4月5日 - 2013年3月28日） 【月曜18:56 - 19:00へ移動】 | +UP! （2013年4月4日 - 2015年3月26日） ※木曜放送分  | まるまる◎あいち （2015年4月2日 - ）                |

| メ〜テレ 金曜18:56 - 19:00                                              | メ〜テレ 金曜18:56 - 19:00                        | メ〜テレ 金曜18:56 - 19:00                                           |
| 前番組                                                                  | 番組名                                            | 次番組                                                               |
| ----------------------------------------------------------------------- | ------------------------------------------------- | -------------------------------------------------------------------- |
| UP! （2005年4月8日 - 2009年3月27日） ※18:17 - 19:00 【4分縮小して継続】 | +UP! （2009年4月3日 - 2009年4月10日） ※金曜放送分 | ロッキーとピンキーのものしりドリル （2009年4月17日 - 2014年3月28日） |

## スタッフ
- プロデューサー：田島充貴
- チーフディレクター：小森寿道、小笠原和哉、片桐大輔、村井航
- テクニカルディレクター：筒井宏隆
- 制作著作：メ〜テレ